# Нибиру, Валерия
Валерия Нибиру (1981, Ленинград) — российская художница.

## Биография
Родилась в Ленинграде в 1981 году. Окончила СПбГУКИТ по специальности художник-график анимационных фильмов. Работала в сфере кино, видео, дизайна, участвовала в музыкальных проектах. С детства увлекалась искусством и фотографией. В 2008 году получила приз «За лучшую идею», видеоклип «Стань моей вещью» группы «Будь моей невестой» на фестивале «NO AIR» (Екатеринбург, Россия).
Дважды была номинантом Премии Кандинского.
С 2009 г. занимается преимущественно графикой, объектами, инсталляцией.
Работы Валерии Нибиру представлены в государственных и частных коллекциях в России и за рубежом, среди них фонд «Collection Florence & Daniel Guerlain» (Франция), Центр Жоржа Помпиду (Париж, Франция).

## Персональные выставки
- 2021 — «Руками не трогать» (совм. c И. Горшковым). Галерея «Ростов», Ростов-на-Дону[5].
- 2014 — «Освещение». Villa Gaia, Тоскана.
- 2014 — «Зона экзальтации». Галерея «Iragui», Москва.
- 2013 — «Corpus». Галерея Марины Гисич, Санкт-Петербург, Россия.
- 2012 — «Напряженное равновесие». Инсталляция для офиса ярмарки «CosMoscow», Совместно с Марьей Дмитриевой, Москва, Россия.
- 2011 — «Во сне». Галерея ArtMost, Лондон, Великобритания.
- 2011 — «Безветрие». Галерея «Iragui», Москва, Россия[1].
- 2011 — «Коллажи». Дом Шаляпина на Зачатьевском. Москва, Россия.
- 2010 — «Sisters in mind». Галерея Марины Гисич, Санкт-Петербург; Куратор: Екатерина Андреева.
- 2010 — «Электросон». Галерея «Iragui», Москва, Россия
- 2009 — «Клюквенный сироп». Галерея «Iragui», Москва, Россия
- 2008 — «Волшебная зима». Галерея «Anna Nova». Санкт-Петербург, Россия
- 2007 — «Душа и/или маска». Государственный театральный музей им. Бахрушина, в рамках 5го международного фестиваля «Мода и стиль в фотографии». Москва. Россия

## Групповые выставки
2015
- Ярмарка «Drawing now», Париж
- «Art in motion», Galerie nomade d’Alexandra De Viveiros, Париж
- Ярмарка «Viennacontemporary», Вена[6]

2014
- «Детский дискурс», Ural Vision Gallery, Екатеринбург[7].
- «Three Generations of Russian Postconceptual Drawing», Nunc Contemporary Gallery, Антверпен
- «Интеграция», ЦИ Невский-8. Санкт-Петербург
- «Art Space Event», Гоголь-центр, Москва.

2012
- Стенд галереи «Iragui» в рамка ярмарки Арт Москва

2012
- Монтаж/цветокоррекция. Галерея «Iragui», Москва, Россия

2011
- Фестиваль «АрхСтояние» под Калугой, Съемки фильма о перформансе Дмитрия Власика «Ослушание», Россия
- Salon du dessin contemporain, Париж, Франция
- АРТМОСКВА, 15-я Международная Ярмарка Современного Искусства, ЦДХ, Москва,
- «15 минут славы», Музей ART4ru, Москва, Россия
- «А ну-ка, взяли!», Галерея «РиджинаБерлога», Винзавод, Москва, Россия

2010
- «Новый год шагает по Европе», Музей городской скульптуры, Санкт-Петербург, Россия
- Выставка номинантов Премии Кандинского, ЦДХ, Москва, Россия
- АРТМОСКВА, 14-я Международная Ярмарка Современного Искусства, ЦДХ, Москва, Россия
- Art-Forum Berlin, Берлин, Германия
- ARCO MADRID, Мадрид, Испания
- «Sputnik Art ZUM», Москва, Россия

2009
- «Петербургский инфантильный концептуализм» совместно с Антоном Матвеевым. Галерея «100 своих», Санкт-Петербург, Россия
- Серия «Портреты героев: Шекспир», клуб «Doma», Санкт-Петербург, Россия
- Выставка номинантов Премии Кандинского, выставочный холл Фонда Луиз Блуин, Лондон, Великобритания

2008
- Участие в выставке XVI Международного фестиваля искусств «Мастер Класс», Российский этнографический музей;
- Выставка номинантов Премии Кандинского, ЦДХ, Москва, Россия
- «ВСЕ НА ПРОДАЖУ», Лофт Проект ЭТАЖИ, Галерея «Формула», Санкт-Петербург, Россия
- Медиа фото-выставка «Сила контакта», фестиваль «Open Defence» ’08,
- Лофт Проект ЭТАЖИ, Санкт-Петербург, Россия

2007
- Tiffany`s cafe «Русские Сезоны, часть I: Александр Вертинский»;
- «Портреты героев: Шекспир» выставка в Центральном государственном театральном музее в Москве (филиал дом-музей М. Н. Ермоловой, экспозиция «Душа и/или маска») в рамках пятого международного фотофестиваля «Мода и стиль в фотографии»;
- Tiffany`s cafe «Русские Сезоны, часть II: Анна Павлова».

2005
- Видеоинсталляция «Buy or Die», Совместно с «Traitors», Санкт-Петербургская Художественно-промышленная академия им. А. Л. Штиглица, Санкт-Петербург, Россия

## Награды
2021
Гран-При фестиваля Digital Opera в составе команды команда «Нибиру» (Валерия Нибиру и Александра Ёлкина).